# Afurino
Afurino (ros. Афурино) – wieś w Rosji, w rejonie wielikoustidzkim obwodu wołogodzkiego. W 2010 r. liczyła 4 mieszkańców.